# Mine de Barbara-Chorzów
La mine de Barbara-Chorzów est une mine souterraine de charbon située en Pologne.